# Едівал Понтес
Едівал Маркес Квіріно Понтес (порт. Edival Marques Quirino Pontes, нар. 26 грудня 2003, Жуан-Пессоа, Параїба, Бразилія) — бразильський тхеквондист, бронзовий призер Олімпійських ігор 2024 року, чемпіон Панамериканських ігор.

## Виступи на Олімпіадах
| Олімпіада  | Дисципліна | Місце      |
| ---------- | ---------- | ---------- |
| Токіо 2020 | до 68 кг   | 1/8 фіналу |
| Париж 2024 | до 68 кг   | 3          |